# Saxifraga jouffroyi
Saxifraga jouffroyi är en stenbräckeväxtart som beskrevs av Georges Rouy. Saxifraga jouffroyi ingår i Bräckesläktet som ingår i familjen stenbräckeväxter. Inga underarter finns listade i Catalogue of Life.